# Ouled Brahem
Ouled Brahem è un comune dell'Algeria, situato nella provincia di Bordj Bou Arreridj.